# 無線電波源
宇宙射电源是在外太空散發強烈的無線電波的天體。無線電輻射來自熱氣體、在磁場中呈螺旋運動的電子和在太空中輻射出特定波長的原子和分子。无线电发射来自于各种来源。这些物体代表了宇宙中最极端的和充满能量的物理过程。

## 历史
在1932年，無線電天文學家和工程师，卡爾·央斯基偵測到在銀河中心未知來源的無線電波。央斯基正在研究的贝尔实验室射频干扰的来源。他发现“......来历不明的一阵稳定的嘶嘶的声音类型”，最终他得出结论有一个地球之外的起源。这是第一次从外太空检测到无线电波。第一次无线电天空调查由格罗特·雷伯进行，并于1941年完成。在1970年代，在我们的银河系一些恒星被发现是无线电发射体，其中最强的一个是独特的联星MWC 349。

## 銀河系
在我們的銀河系有許多無線電波的來源，也有許多是來自其他星系的。在一些例子中包括有中性氫和一氧化碳，主要發現在螺旋星系和類星體，像是點狀的無線電源和其他各種電磁波輻射的來源，被認為是在橢圓星系中心的超大質量黑洞。

## 超新星和脉冲星
其它的強無線電波源是超新星爆炸的蟹狀星雲和脉冲星。短無線電波來自恆星誕生場所的高密度氣體內的複合體分子。
曾經搜尋銀河系有無其他使用無線電的文明存在，但沒有成功。

## 宇宙微波背景輻射
科學家也發現來自大霹靂殘留的微弱背景輻射（大約發生在137億年前的快速膨脹，被認為是我們宇宙的起點）。